# ПАЗ-3204
ПАЗ-3204 — нова модель заводу «Павловський автобус», покликана замінити на конвеєрі ветерана ПАЗ-3205. Вперше показана в 2006 році. Являє собою автобус близький за габаритами до ПАЗ-3205, але з сучасною обробкою і комфортабельним салоном. Дрібносерійне виробництво почалося в 2007 році. Перший варіант з пневматичною підвіскою, залишився не дуже поширеним. Усього випущено близько 7814 екземплярів.

## Історія
У березні 2009 року на пазі пройшла модернізація моделі 3204. Конструкція автобуса була дещо спрощена. З цього часу він став позначатися ПАЗ-320402-03, пневматична підвіска поступилася місцем ресорній, автобус пройшов фейсліфтінг — отримав нові фари і звичні вікна на гумках замість сучасних вклеєних. Крім того, передня пасажирська двері була перенесена ближче до передньої осі автобуса, був підвищений рівень підлоги. Автобус став проводитися з кількома варіантами компоновки салону:
- Міська (17 посадочних місць, загальна місткість — 52 чол.)
- Міська та приміська (21 посадочне місце, загальна місткість — 49 чол.)
- Приміська (25 посадочних місць, загальна місткість — 42 чол.)

Автобус випускається у великих масштабах, широко поширений в РФ.

## Технічні характеристики
Клас автобуса малий
Призначення міської
Колісна формула 4х2
Тип кузова несе вагонної компоновки
Ресурс кузова 8 років
Довжина / ширина / висота 7600 мм / 2410 мм / 2880 мм
База 3800 мм
Висота стелі в салоні 1980 мм
Кількість дверей 2
Загальне число місць (у тому числі посадкових) 52 (18 / 25)
Маса споряджена / повна 2580 кг / 6245 кг
Навантаження на передню / задню вісь 5055 кг / 8825 кг
Ємність паливного бака 105 л
Мости КААЗ
Рульовий механізм CSA 300.92
Вентиляція Природна через люки в даху і кватирки на бокових вікнах
Контрольна витрата палива при 60 км/год / 80 км/год 19л / 22 л на 100 км
Максимальна швидкість, не менше 85 км/год
КПП ZF мех., 5-ст.

### Гальмівна система
Робоча: дискові гальма, пневмопривід,  АБС.
Стояночна: гальмівні механізми і гальмові камери з пружинними енергоакумулятором на задніх колесах, управління пневматична.
Запасна: один з контурів робочої гальмівної системи.

### Система опалення
4 обігрівача в салоні, 1 обігрівач робочого місця водія, підігрівач, підключені до системи охолодження двигуна.

### Двигун
Cummins/ЯМЗ 534, дизельний.
Кількість і розташування циліндрів: 4R
Норми екологічної безпеки: Euro-3
Робочий об'єм: 3,92 л
Максимальний обертовий момент: 502Нм
Потужність: 104,2 к.с.

## Модифікації
В автобуса з'явилися модифікації:
- ПАЗ-320401-01
- ПАЗ-320401-03
- ПАЗ-320402-01

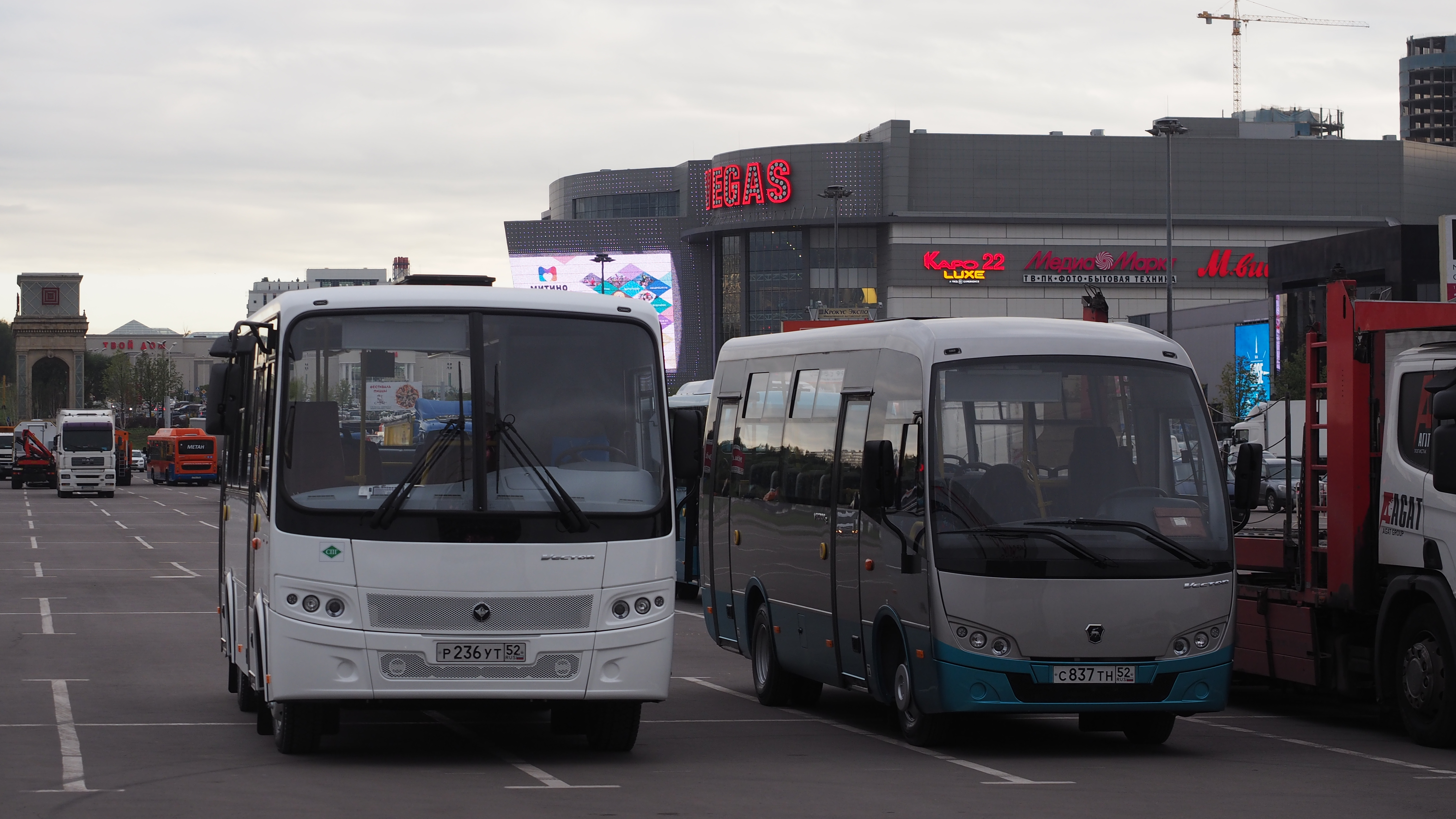
PAZ Vector і GAZ Vector 3

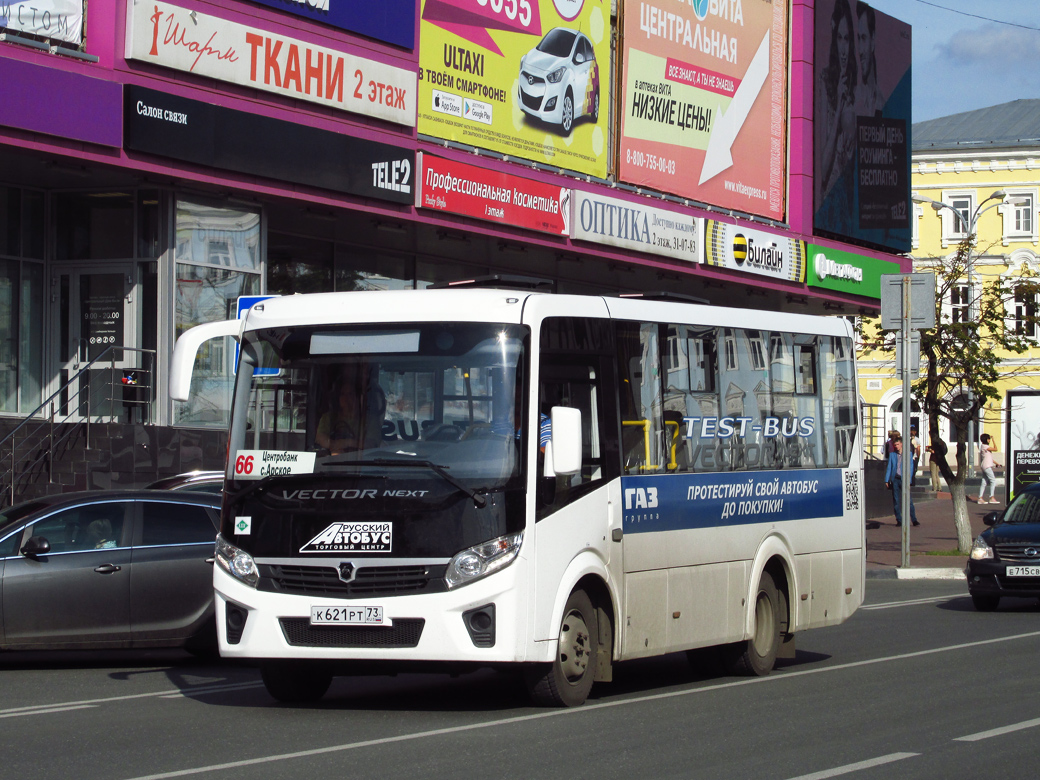
GAZ Vector Next

- ПАЗ-320402-03 - стандартна версія з двигуном Cummins
- ПАЗ-320402-04 - двигун ЯМЗ-534
- ПАЗ-320402-05
- ПАЗ-320402-07
- ПАЗ-320402-08 - газовий, двигун ЗМЗ [1]
- ПАЗ-320403-01 - на шасі Tata
- ПАЗ-320470-03 - шкільний з двигуном Cummins 4ISBe 185-B
- ПАЗ-320470-05 - шкільний з двигуном Cummins ISF3.8s3168
- ПАЗ-320412-03 - подовжений з двигуном Cummins 185 к.с. (міський, приміський, міжміський)
- ПАЗ-320412-05 - подовжений з двигуном Cummins ISF3.8е4168 EGR 165 к.с. (міський, приміський)
- ПАЗ-320412-10 - подовжений з газобалонним двигуном Cummins ISB 5,9 G195
- ПАЗ-320414-04 «Vector» - оновлена модель з сімейства «Вектор»
- ПАЗ-320414-05 «Vector» - оновлена модель з сімейства «Вектор»
- ПАЗ-320412-04 «Vector» - оновлена подовжена модель з сімейства «Вектор»
- ПАЗ-320412-05 «Vector» - оновлена подовжена модель з сімейства «Вектор»
- ПАЗ-320412-10 «Vector» - оновлена подовжена модель з сімейства «Вектор»
- ПАЗ-320405-04 «Vector Next» - повністюнова модель з сімейства «Next» з двигуном  ЯМЗ-53443 4,43 л 150 к.с.